# 陽穀県
陽穀県（ようこく-けん）は中華人民共和国山東省聊城市に位置する県。

## 歴史
隋代に東阿県より陽穀県が分割設置される。

## 行政区画
- 街道：博済橋街道、僑潤街道、獅子楼街道
- 鎮：閻楼鎮、阿城鎮、七級鎮、安楽鎮、定水鎮、石仏鎮、李台鎮、寿張鎮、十五里園鎮、張秋鎮、郭店屯鎮、西湖鎮、高廟王鎮、金斗営鎮
- 郷：大布郷